# Rahel Szalit-Marcus

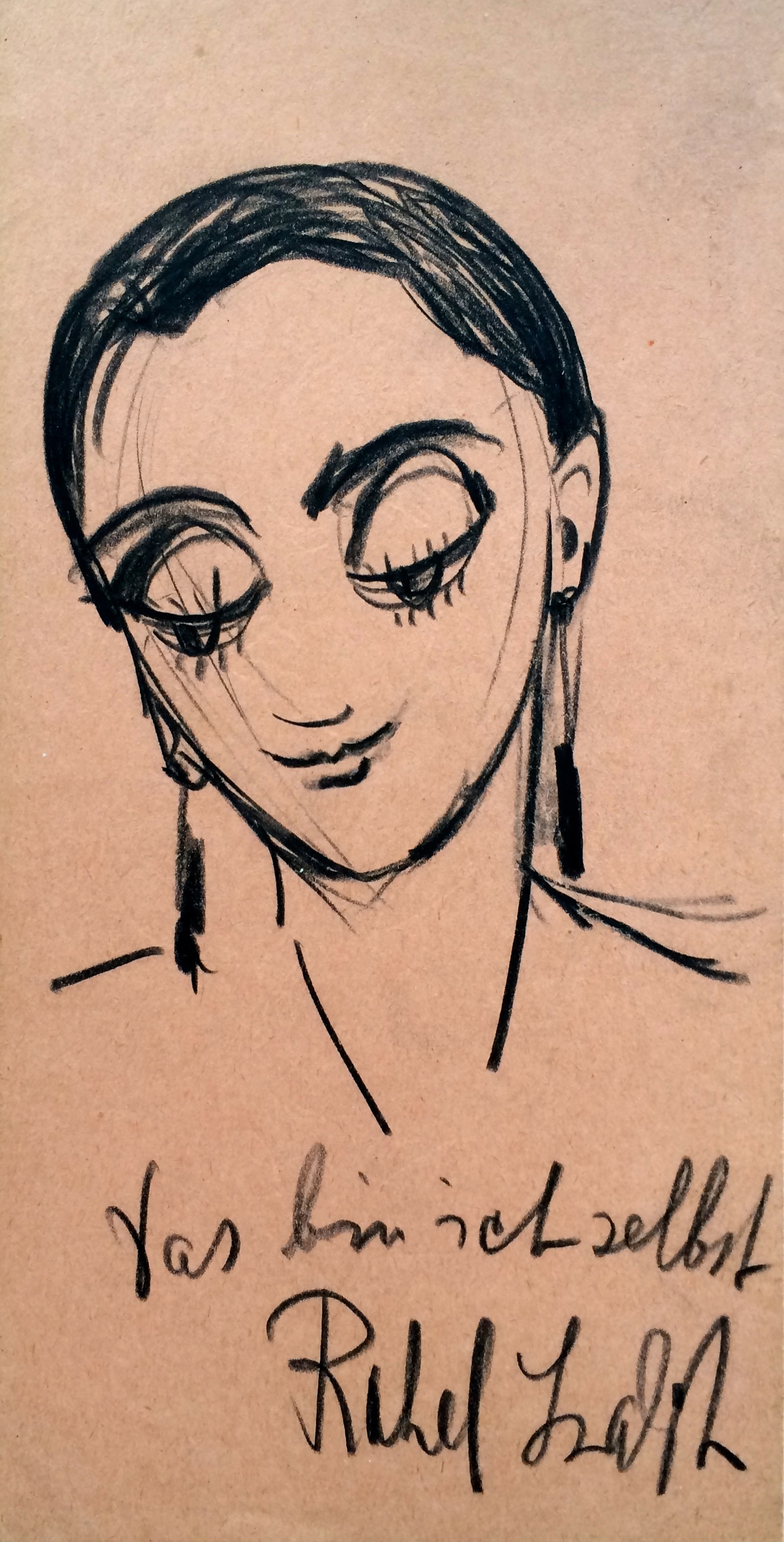
Das bin ich selbst

Rahel Szalit-Marcus (geboren als Rahel Marcus 3. Juli 1892 in Telschi oder Chjenty (?), Gouvernement Kowno, Russisches Kaiserreich; gestorben 1942 im Vernichtungslager Auschwitz) war eine Malerin und Graphikerin in München, Berlin und Paris.

## Leben
Herkunft und Kindheit
Rahel Marcus wuchs in einer jüdischen Familie bei Kaunas in Russisch-Litauen auf, später in Łódź in Russisch-Polen. Die häusliche Umgangssprache war wahrscheinlich Jiddisch.
Leben in München
Ihre Eltern förderten ihre künstlerischen Ambitionen.
1911 kam sie an die Münchener Kunstakademie. Hier traf sie auf die ebenfalls aus Łódź stammenden Maler Henri Epstein und Marcel Słodki sowie auf expressionistische Malerei. Sie studierte auch in Paris und London.
Rahel heiratete den Schauspieler Julius Szalit. Dieser trennte sich von ihr 1916, nachdem sie eine Beziehung zu dem Maler Iser Weinberg hatte.
Leben in Berlin
Seit 1916 lebte Rahel Szalit in Berlin, wo sie sich der Malergruppe Berliner Secession anschloss und ab 1918 bei der Novembergruppe aktiv wurde. Sie besuchte auch häufig das Romanische Café. 1919 beging ihr ehemaliger Mann Selbstmord.
In den frühen 1920er Jahren illustrierte Rahel Szalit einige Bücher von jiddischen und anderen Autoren.
1928 wohnte sie in Berlin-Charlottenburg in der Stübbenstraße 3.
Rahel Szalit war Mitglied im Verein der Berliner Künstlerinnen seit 1929 und war an deren Ausstellungen 1929, 1931 und 1932 beteiligt. Sie stellte auch in Zürich 1929 und in Frankfurt am Main in Sammelausstellungen aus.
Emigration in Frankreich
1933 emigrierte Rahel Szalit nach Paris. Dort malte sie weiter. Sie verkehrte häufiger im Künstler-Café du Dôme.
Deportation
Am 16. Juli 1942 wurde Rahel Szalit-Marcus durch die französische Polizei inhaftiert.
Am 19. August wurde sie mit dem Transport Nr. 21 in das Vernichtungslager Auschwitz deportiert. Es ist unbekannt, ob sie auf dem Transport oder im Lager starb.

## Künstlerisches Schaffen

### Berliner Zeit

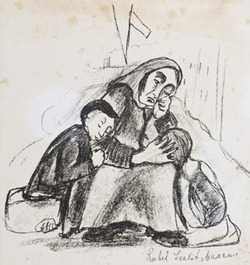
Illustration zu Mentshelekh un stsenes (1922)

Rachel Szalit-Marcus malte in Berlin zunächst Landschaften und Straßenszenen, wie eine Winterimpression und ein Blick auf die Leipziger Straße.
Ab etwa 1920 illustrierte sie jiddische Bücher von Mendele Moicher Sforim und Shalom Aleichem, sowie Werke von Chaim Nachman Bialik, Heinrich Heine, und weiteren Autoren der Weltliteratur. 

### Pariser Zeit
In Paris malte Rahel-Szalit-Marcus (Kinder-)Porträts, Blumenstücke und Stillleben.
Ihre Arbeit dort wird dem Stil der École de Paris der 1930er Jahre zugerechnet.
Ihr Atelier wurde bei ihrer Verhaftung 1942 geplündert und vernichtet.

### Erhaltene Werke
Von ihren Radierungen und Lithographien sind einige Exemplare erhalten, unter anderem in der Sammlung Gruber in Wittenberg, sowie in den Buchausgaben.
Daneben gibt es bisher nur ein erhaltenes Ölgemälde und ein Aquarell.

## Werke (Auswahl)

### Grafiken
Buchillustrationen

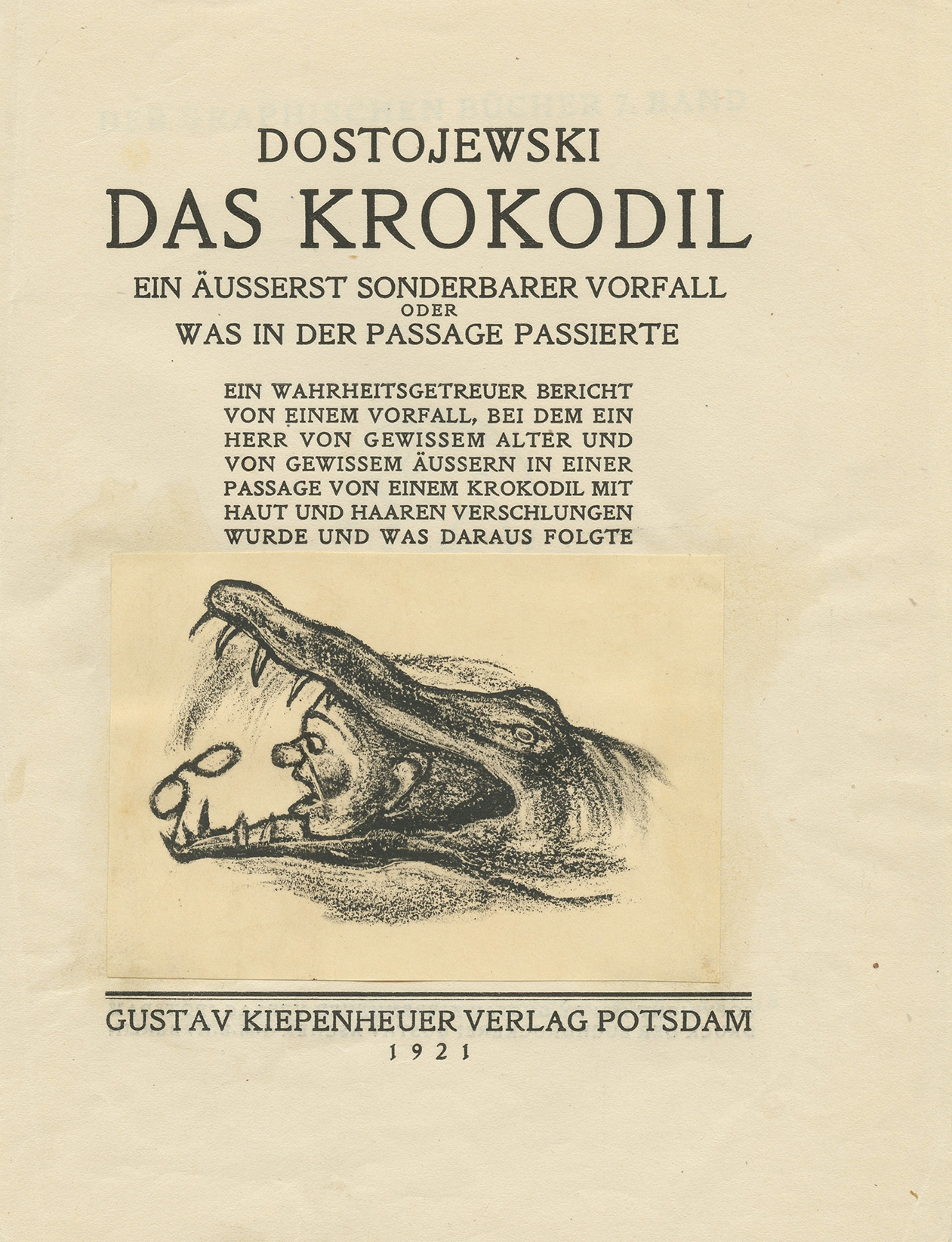
Buchtitel zu Das Krokodil (1921)

Es sind alle bekannten Bücher mit Illustrationen von ihr angegeben.
- Fjodor Dostojewski: Das Krokodil: ein äusserst sonderbarer Vorfall oder Was in der Passage passierte. Übertragen von Edith Ziegler; mit 12 Original-Lithografien, Kiepenheuer, Potsdam 1921.
- Fischke der Krumme. Mappe mit 16 Lithographien auf Bütten und einer Einleitung von Julius Elias. Propyläen, Berlin 1922. (nach Text von Mendele Moicher Sforim)[10]
- Mentshelekh un stsenes : zekhtsn tseykhenungen tsu Sholem-Aleykhems verk Motl Peyse dem khazns yingl. Bagleytvort von Bal-Makhshoves. Klal-Farlag, Berlin 1922. (Menschchen und Szenen für das Buch "Motl Peyse" von Scholem Alejchem)[11][12][13]
- Heinrich Heine: Hebräische Melodien. Mit zwölf Lithographien; herausgegeben und eingeleitet von Hugo Bieber. Für die literarische Vereinigung Hesperus, Berlin 1923.
- Leo Tolstoy: Die Kreutzersonate, Mit 7 Original-Lithographien von R. Szalit-Markus, Sebastian Löwenbuck Akademischer Verlag Berlin, 1922
- Charles Dickens: Londoner Bilder. Aus dem Englischen von Ernst Sander. Mit Steinzeichnungen von Rahel Szalit-Marcus und Hans Heinrich Tillgner, Berlin 1923.
- Chaim Nachman Bialik, Ketina Kol-Bo (קטְינא כּל בּו  Kleines Allerlei), Rimon, Berlin 1923 (hebräisch), Kinderbuch[14][15]
- Nachman Breslover: Sipurei Ma'asiyot (סיפּורי מעשׂיות,  Geschichten), gesammelt von Moshe Kleynman, Rimon, Berlin 1923 (hebräisch)[16]
- Claude Tillier: Mein Onkel Benjamin, Volksverband der Bücherfreunde, Wegweiser-Verlag, Berlin 1927[17]
- (?) Martin Buber: Kinderbuch, nicht feststellbar[18]

Weitere Grafiken

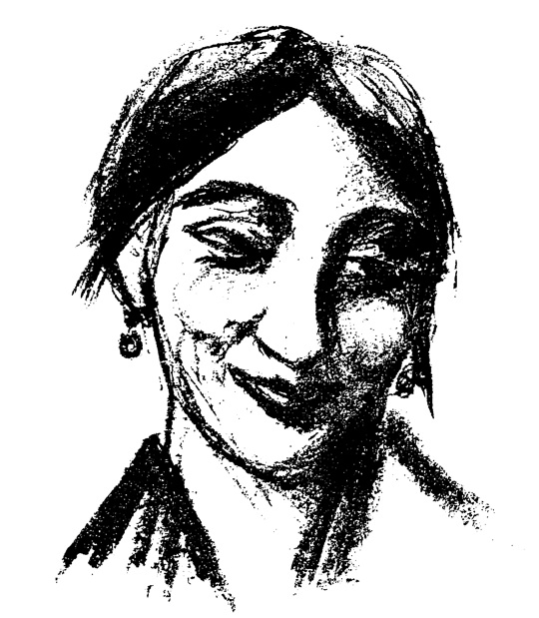
Selbstporträt (um 1925?)

- Das bin ich selbst, Zeichnung, [um 1920?]
- Die Straße, Lithographie, 1922
- Tartarin (Ritt auf dem Kamel), Lithographie, in Die Schaffenden, IV. Jahrgang, 3. Mappe, Blatt 5, Euphorion-Verlag, 1923, 125 Exemplare (nach Alphonse Daudet, Tartarin von Tarascon)
- Grafik zu König der Schnorrer von Israel Zangwill[19]
- Selbstporträt, Zeichnung, [um 1925?]
- Johannes R. Becher, Zeichnung, 1928[20], Erhalt ungewiss

### Weitere Werke

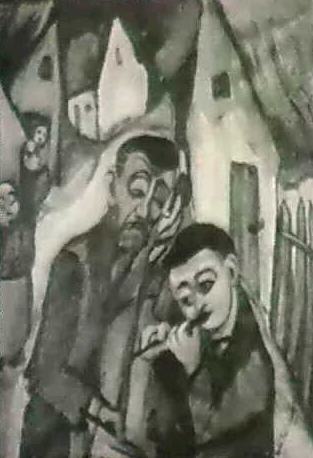
Die Dorfmusikanten (Les musiciens du village), 1920

- Leipziger Straße, 1919/20, Ölgemälde, verschollen[21]
- Die Dorfmusikanten (Les musiciens du village), 1920, Öl auf Leinwand, einziges erhaltenes Gemälde[22][23]
- Landschaft (Paysage) (nach 1933?), erhalten[24]